# Lockheed Martin Polecat
Lockheed Martin Polecat (tovarniška oznaka P-175) je bilo dvomotorno reaktivno vojaško brezpilotno letalo, ki ga je razvijal Lockheed Martin-ov oddelek Skunk Works. Projekt P-175 je Lockheed Martin razvijal s svojimi sredstvi. Predstavili so ga leta 2006 na  Farnborough Airshow.Za razvoj so porabili 18 mesecev. 
18. decembra 2006 je prototip strmoglavil.

## Specifikacije
Splošne značilnosti
- Posadka: 0
- Število sedežev: 1.000 lb (450 kg) bomb ali senzorjev
- Razpon kril: 90 ft 0 in (27,44 m)
- Bruto teža: 9.000 lb (4.082 kg)
- Pogon letala: 2 × Williams FJ44-3E turbofan, 3.010 lbf (13,38 kN) potisk motorjev  vsak

Zmogljivost
- Trajanje leta: 4 ure
- Višina leta (servisna): 65.000 ft (20.000 m)